# Aphonopelma punzoi
Aphonopelma punzoi är en spindelart som beskrevs av Smith 1995. Aphonopelma punzoi ingår i släktet Aphonopelma och familjen fågelspindlar. Inga underarter finns listade i Catalogue of Life.